# 保羅·杜米特
保羅·杜米特（英語：Paul Dummett；1991年9月26日—）是一位威爾斯足球運動員，在場上的位置是後衛。現效力於英甲球隊威根。他出自纽卡斯尔联的青訓系統。

## 國家隊生涯
他在2014年6月4日对荷兰的比赛中首次代表威尔斯比賽，在第83分钟替补出场。

## 外部連結
- NUFC profile （页面存档备份，存于）
- 足球数据库：保羅·杜米特的球员统计数据